# لوئیسا جانسون
لوئیسا جانسون (به انگلیسی: Louisa Johnson) (زاده ۱۱ ژانویه ۱۹۹۸) خواننده انگلیسی است.
او در سال ۲۰۱۵ و در فصل دوازدهم ایکس فاکتور بریتانیا اول شد.